# Великий стрибок уперед

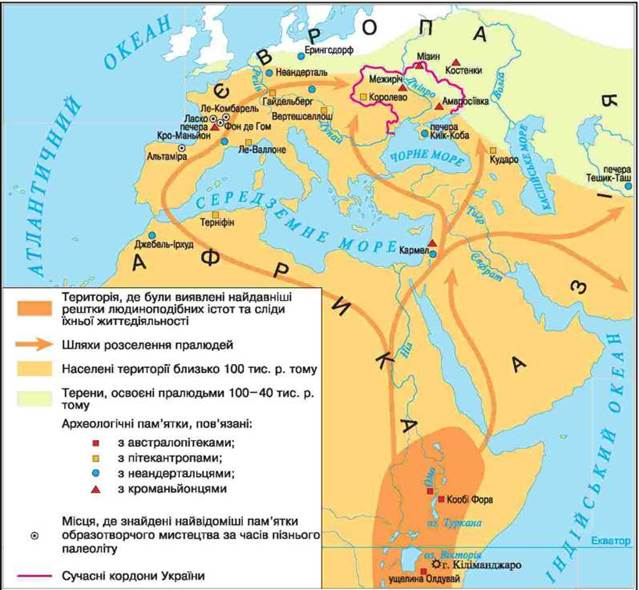

Вели́кий стрибо́к упере́д (англ. Great Leap Forward) — період приблизно між 100 тис. і 50 тис. років тому, коли відбулася вагома зміна в здібностях кроманьйонців та значне розширення їхнього ареалу. Термін сформульований Джаредом Даймондом

## Колонізація
«Великий Стрибок Уперед» відповідає періоду, коли відбулося поширення кроманьйонців майже усією територією Євразії. Згодом також було заселено Австралію та Нову Гвінею, це відбулося близько 40 тис. років тому, про що свідчить радіовуглецевий аналіз тамтешніх стоянок. Невдовзі після початкового прибуття люди заселили весь континентякий?, пристосувавшись до всього спектру його довкіль — від дощового тропічного лісу та новогвінейських верхогір'їв до посушливого центру Австралії та її вологого південно-східного кутка.

## Фізіологічні та розумові зміни кроманьйонців
Близько 100 тис. років тому почали відбуватись перші вагомі зміни у здібностях кроманьйонців. Найпереконливіші прояви цих змін позначились у побуті первісних людей на стоянках в Східній Африці, де було знайдено найдавніші прикраси та оригінальні кам'яні знаряддя. Згодом подібні речі зринають на Близькому Сході та в прибережних регіонах Європи, підтвердженням чого слугує велика кількість артефактів, знайдених поблизу скелетів кроманьйонців. Хоча як біологічний вид homo sapiens існував ще близько 195 тис. років тому, саме на завершальних етапах Великого Стрибка Уперед (близько 50–40 тис. років тому) зароджується окрема культура, представлена не тільки знаряддями праці, а вже і першими об'єктами мистецтва: печерними малюнками (зокрема в печері Альтаміра), примітивними музичними інструментами, статуетками.
У цей період відбувається вдосконалення гортані, а отже, виникнення анатомічної основи для покращення мовлення, від якого надзвичайно сильно залежить функціонування людської творчості. Також можливо відбулася зміна в організації мозку без модифікації його розміру, котра уможливила сучасну мову.
Всі ці фізіологічні та розумові зміни дозволили людям виготовляти зручніші знаряддя праці, створювати складніші соціальні зв'язки, що в свою чергу запустило автокаталітичний процес, тобто останні досягнення сприяли розвитку кроманьйонців як біологічних і соціальних істот. Без сумніву, можна стверджувати, що після Великого Стрибка Уперед наші пращури біологічно і поведінково нічим не відрізнялись від сучасних людей.